# 126-я отдельная гвардейская бригада береговой обороны
126-я отдельная гвардейская Горловская дважды Краснознамённая, ордена Суворова бригада береговой обороны (сокр. 126 обрбо, в/ч 12676) — формирование Береговых войск ВМФ Российской Федерации.
Формирование входит в состав 22-го армейского корпуса Береговых войск Черноморского флота России. Пункт постоянной дислокации — с. Перевальное Симферопольского района Республики Крым.

## История
Формирование наследует награды, боевую славу и звания 126-й стрелковой дивизии (2-го формирования) принимавшей участие в Великой Отечественной войне. Дивизия принимала участие в освобождении полуострова Крым в 1944 году. В 1960—1980 годах дивизия входила в состав 32-го Кенигсбергского армейского корпуса Одесского военного округа.
В 2003 году на базе частей 32-го армейского корпуса была сформирована 36-я отдельная бригада береговой обороны Военно-морских сил Украины, в/ч А2320. Она после трёхнедельной блокады гарнизона силами самообороны Крыма и «вежливыми людьми» во время аннексии Крыма Россией 21 марта 2014 вместе с её командиром полковником С. И. Стороженко вошла в состав Вооружённых Сил РФ как отдельная бригада береговой обороны Черноморского флота. Незначительное количество верных присяге Украины военнослужащих убыло на территорию материка. По данным С. И. Стороженко из 1200 военнослужащих убыло 199, уволилось 300, остальные присягнули РФ. 1 декабря 2014 года на базе этого соединения была сформирована 126-я отдельная бригада береговой обороны.

11 декабря 2014 года бригада получила боевое знамя из рук адмирала Александра Витко. 21 октября 2016 года строительство инфраструктуры бригады было завершено. В 126-й обрбо две трети личного состава — военнослужащие-контрактники, а все подразделения постоянной готовности полностью укомплектованы военнослужащими по контракту. Численность бригады насчитывает около 2000 человек личного состава.
- Войска бригады  на параде 22-го корпуса к 75-летию Победы в 2020 году в Симферополе
- Парад принимает генерал-лейтенант Касторнов, Константин Георгиевич
- Бронеавтомобили Тайфун-К
- БТРы 126-я отдельной бригады береговой обороны
- Стрелки 126-я отдельной бригады береговой обороны
- К парадному расчёту  обращается глава Крыма С. В. Аксёнов

### Вторжение России на Украину
В начале войны 2022 года бригада принимала участие в боевых действиях на территории Херсонской области, в частности в боях за Вознесенск.
Указом президента Российской Федерации от 28 марта 2022 года № 156 за массовый героизм и отвагу, стойкость и мужество, проявленные личным составом бригады в ходе боевых действий в Херсонской области бригаде присвоено почётное наименование «гвардейская».
Бригада могла потерять в боях две трети своего личного состава на середину апреля 2022 — по данным Генштаба ВСУ, бригада понесла 75 % потерь.

## Герои Российской Федерации
Герои Российской Федерации:
- Гвардии полковник Гаспарян, Андраник Саргисович, 2022 год, командир бригады.
- Гвардии старший сержант Нимченко, Юрий Петрович, 2022 год.
- Гвардии старший лейтенант Старостин, Антон Игоревич, 2022 год, Командир танковой роты.
- Гвардии старший лейтенант Пивоваров, Олег Алексеевич, 2023 год, Командир  мотострелковой роты.

## Состав
- управление;
- 1-й мотострелковый батальон;
- 2-й мотострелковый батальон;
- мотострелковый батальон (горный);
- танковый батальон;
- гаубичный артиллерийский дивизион;
- реактивный артиллерийский дивизион;
- зенитный дивизион;
- разведывательный батальон;
- инженерный батальон;
- батальон управления (связи);
- батальон материального обеспечения;
- стрелковая рота снайперов;
- рота РЭБ;
- рота РХБЗ;
- ремонтная рота;
- комендантская рота;
- медицинская рота.[14]
- взвод военной полиции

## Командиры
- полковник С. И. Стороженко[6] 2014-08.2016
- полковник В. М. Попов 08.2016-07.2018
- полковник А. Г. Жваев 07.2018-06.2021
- подполковник А. С. Гаспарян 06.2021-08.2022